# Onthophagus sumatranus
Onthophagus sumatranus är en skalbaggsart som beskrevs av Lansberge 1883. Onthophagus sumatranus ingår i släktet Onthophagus och familjen bladhorningar. Inga underarter finns listade i Catalogue of Life.